# Persulfato de potasio
El persulfato de potasio (peroxidisulfato de potasio) (K2S2O8) es un compuesto químico, derivado del azufre(VI). Es una sal incolora de color blanco, muy soluble en agua, que se utiliza como aditivo alimentario. También es  un agente oxidante fuerte utilizado en ciertas reacciones en química orgánica .  

## Obtención
Se obtiene por doble descomposición entre el persulfato amónico, ((NH4)2S2O8 y el carbonato de potasio, K2CO3 o por oxidación electrolítica del sulfato de potasio, K2SO4.

## Peligros
El calentamiento intenso puede originar combustión violenta o explosión. La sustancia se descompone al calentarla intensamente, produciendo humos tóxicos, incluyendo óxidos de azufre. La sustancia es un oxidante fuerte y reacciona con materiales combustibles y reductores. La disolución en agua es moderadamente ácida. Reacciona violentamente con cloratos y percloratos en presencia de agua causando peligro de explosión. Reacciona en presencia de agua con metales, como el aluminio, originando peligro de incendio.
Riesgo de inhalación: la evaporación a 20 °C es despreciable; sin embargo, se puede alcanzar rápidamente una concentración nociva de partículas en el aire por pulverización o cuando se dispersa, especialmente en estado de polvo. Efectos de exposición de corta duración: la sustancia irrita los ojos, la piel y el tracto respiratorio. La inhalación del polvo puede originar reacciones asmáticas.
Efectos de exposición prolongada o repetida: el contacto prolongado o repetido con la piel puede producir dermatitis. El contacto prolongado o repetido puede producir sensibilización de la piel. La exposición a inhalación prolongada o repetida puede originar asma. Puede causar reacción general de tipo alérgica, como urticaria o shock.